# Anaeromyces
Anaeromyces — рід грибів родини Neocallimastigaceae. Назва вперше опублікована 1990 року.

## Класифікація
До роду Anaeromyces відносять 4 види:
- Anaeromyces contortus
- Anaeromyces elegans
- Anaeromyces mucronatus
- Anaeromyces polycephalus